# ギィ・ラペビー
ギィ・ラペビー（Guy Lapébie、1916年11月28日 - 2010年3月8日）は、フランス、ランド県サン＝ジュル＝ド＝マルムヌ出身の元自転車競技選手。

## 経歴
1937年のツール・ド・フランスで総合優勝を果たしたロジェ・ラペビーの実弟。
1936年のベルリンオリンピック、団体ロードレース及び4000m団体追い抜きにおいて金メダル、個人ロードレースでは銀メダルを獲得。同年、プロに転向した。
1948年、ツール・ド・フランス総合3位(第3ステージ勝利)。
1949年、ツール・ド・フランス第8ステージ勝利。
6日間レースでは通算7勝を挙げた。1952年に引退。
2010年3月8日、ルションで死去。